# كولونيا (نبات)
الكولونيا (باللاتينية: Brugmansia) جنس نباتي من الفصيلة الباذنجانية. يضم سبعة أنواع موطنها المناطق المدارية من أمريكا الجنوبية. تسمى (بالإنجليزية: أبواق الملاك) وهي من نباتات الزينة المهمة، يمكن أن تصل إلى ارتفاع 3-11 متر.

## أنواعها
- كولونيا بركانية (باللاتينية: Brugmansia vulcanicola) وموئلها جبال الأنديس من كولومبيا إلى الإكوادور
- كولونيا بيضاء (باللاتينية: Brugmansia candida) منطقة الجبال قليلة الارتفاع في شرق بيرو
- كولونيا دموية (باللاتينية: Brugmansia sanguinea) وموئلها جبال الأنديس من كولومبيا إلى بيرو وبوليفيا
- كولونيا ذهبية (باللاتينية: Brugmansia aurea) وموئلها جبال الأنديس من كولومبيا إلى الإكوادور
- كولونيا زكية (باللاتينية: Brugmansia suaveolens) وموئلها من جنوب شرق البرازيل غربا إلى بوليفيا وبيرو
- كولونيا شجرية (باللاتينية: Brugmansia arborea) وموئلها جبال الأنديس من الإكوادور إلى شمال تشيلي
- كولونيا مبرقشة (باللاتينية: Brugmansia versicolor) وموئلها الإكوادور.

## الوصف النباتي

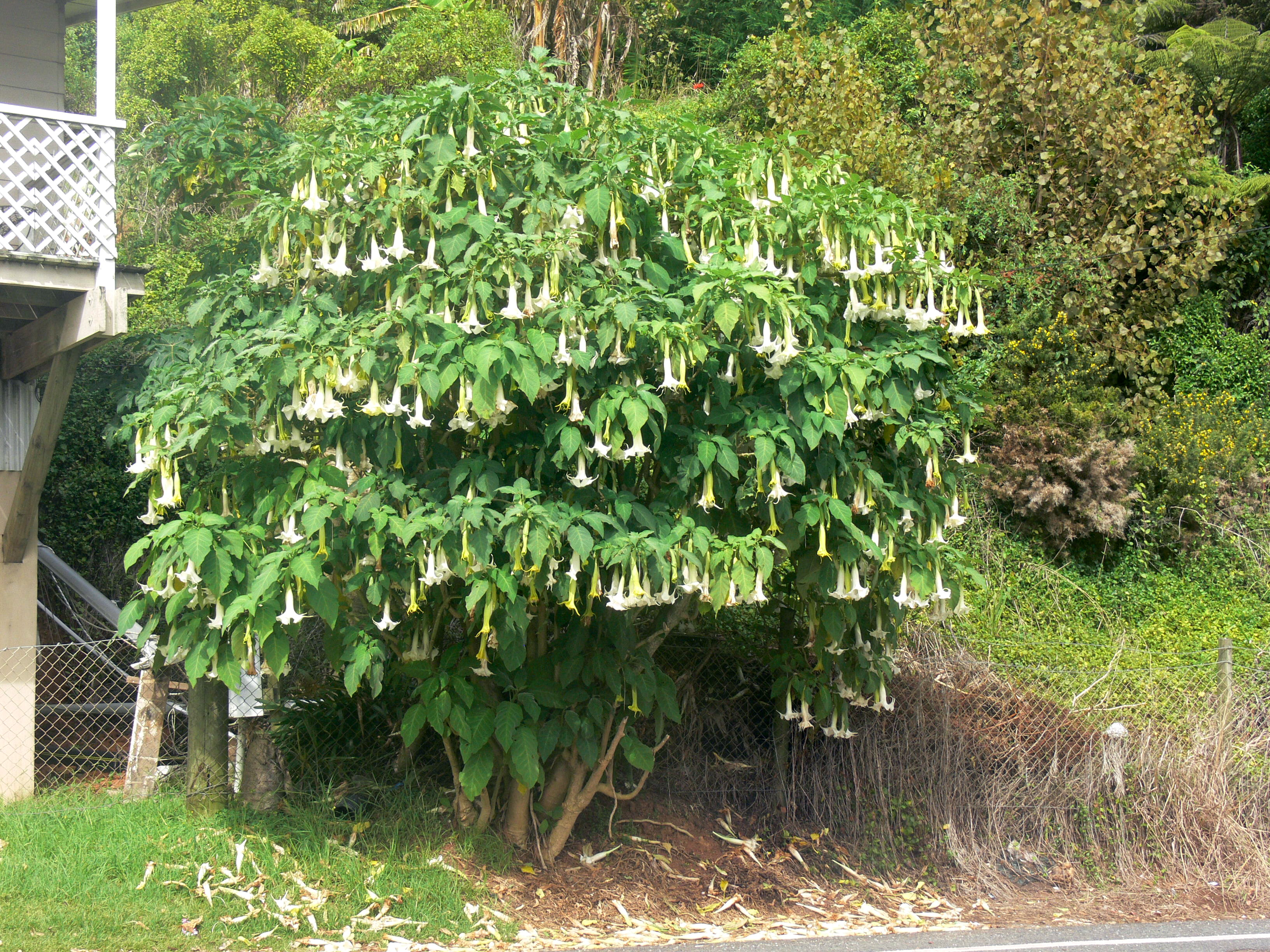
شجرة كالونيا مزهرة في نيوزيلندا

تعد نباتات الكولونيا شجيرات أو أشجار صغيرة ارتفاعها ما بين 3 و 11 مترًا. الأوراق متناوبة. تشبه بعض أنواعها جنس الداتورا ولهذا صنفها كارولوس لينيوس ضمن جنس الداتورا قبل أن يفصلهما عالم النبات الجنوب إفريقي كريستيان هندريك برسون (بالهولندية: Christiaan Hendrik Persoon) عام 1805. الأزهار منفردة وكبيرة ومتدلية وليست قائمة (كأزهار الداتورا). أشجار وشجيرات الكولونيا معمرة تعيش سنين طويلة.

## الموئل
موئل الكالونيا هو المناطق الاستوائية في أمريكا الجنوبية، على طول جبال الأنديز من فنزويلا إلى شمال تشيلي، وكذلك في جنوب شرق البرازيل.

## السمية
تحتوي كل أجزاء الكولونيا على مواد سامة.

## الزراعة
تتكاثر في المناخات الخالية من الصقيع وتبدأ بالإزهار من منتصف إلى أواخر الربيع في المناطق ذات المناخ الدافئ وتستمر إلى الخريف، وتتكاثر بواسطة البذور وذلك في شهر فبراير/شباط